# 1,4-benzochinontetracarbonzuurdianhydride
1,4-benzochinonetetracarbonzuurdianhydride is een organische verbinding met de formule {\displaystyle {\ce {C10O8}}}, een koolstofoxide dat gezien kan worden als het resultaat van de verwijdering van twee moleculen water uit 1,4-benzochinontetracarbonzuur.
De verbinding is een rode, vaste stof, in droge lucht stabiel tot 140 °C. De stof is onoplosbaar in ether, dichloormethaan, tetrachloormethaan en koolstofdisulfide. Hij reageert met aceton, ethylacetaat, tetrahydrofuraan, ethanol en water. In gemethyleerde benzeenderivaten lost de stof op onder vorming van oranje tot violette oplossingen. Als de stof wordt blootgesteld aan vochtige lucht verkleurt hij snel naar blauw.
In 1963 is de stof voor het eerst gesynthetiseerd door P.R. Hammond, die het een van de sterkste π-electron acceptoren tot dan toe noemde."